# Robert Charles Wickliffe
Robert Charles Wickliffe, né le 1er mai 1874 et mort le 11 juin 1912, est un homme politique américain membre du Parti démocrate. Il est membre de la Chambre des représentants des États-Unis de 1909 jusqu'à sa mort. 

### Articles annexes
- Liste des représentants de Louisiane